# Futebol americano nos Jogos Olímpicos
O futebol americano fez sua primeira aparição nos Jogos Olímpicos de 1904 e  nos Jogos de Olímpicos de 1932 como esporte de demonstração. Entretanto, o futebol americano não foi reconhecido pelo COI e nunca estreou oficialmente nos Jogos Olímpicos de Verão.

## Tentativas
A IFAF, a instituição internacional que dirige as associações do futebol americano, já fez tentativas para ser aceitos no COI e, principalmente ter participação nos Jogos Olímpicos. Até agora ainda estão tentando fazer com que o futebol americano seja um esporte que tenha participação nos Jogos Olímpicos.

## Referencias
1. ↑  Bill Mallon, Jeroen Heijmans (2011). Historical Dictionary of the Olympic Movement. [S.l.: s.n.] p. 127